# テルグ・デサム党
テルグ・デサム党（テルグ語: తెలుగు దేశం [テルグデーシャン・パールティー]、英語: Telugu Desam Party [略称:TDP]）は、インドの政党で、テルグ語圏であるアーンドラ・プラデーシュ州（以後「AP州」と記す）およびテランガーナ州（2014年に分離するまではAP州の一部だった）の地域政党。党名は テルグの土地と人々の党 を意味する。

## 概要
1982年、主にテルグ語映画のスター俳優だったN・T・ラーマ・ラオ（NTR）によって創設された。彼はこの党を基盤に、AP州の州首相となった。
地域政党だが、ローク・サバー（インド連邦下院）総選挙にも進出し、1984年の総選挙では全国的にインド国民会議が圧勝する中、AP州内で善戦、国政第2党（野党第1党）となったこともある。
NTRの後は、その娘婿であるチャンドラバブ・ナイドゥが党首、AP州首相のポストを引き継いだ。ナーイドゥは最初はジャナタ・ダルや共産党などと組み、続いてインド人民党などからなる国民民主同盟のヴァージペーイー政権を支持した。この間、AP州内においては世界的な情報革命の波に乗ってIT産業の振興に努め、州都ハイデラバードはベンガルールなどとならび、BRICSに数えられる新しいインドを象徴するITの都としてもてはやされた。
しかし、AP州内における貧困層の増加や都市部と農村の格差の拡大が批判され、また州内テランガーナ地方の分離および新州創設の要求にさらされ、2004年に行われた連邦下院選挙、AP州議会の同時選挙で共に敗退し、インド国民会議に連邦・AP州双方の政権を明け渡すこととなった。2009年の連邦下院選挙、AP州議会の同時選挙では議席をやや回復させたものの、政権奪還はならなかった。2014年の州議会選挙では単独半数を超える議席を得て大勝し、10年ぶりに州政権を獲得した。